# Сорокин, Герман Алексеевич
Герман Алексеевич Сорокин — советский хозяйственный, государственный и политический деятель.

## Биография
Родился в 1913 году в Чистополе. Член КПСС.
Окончил Казанский химико-технологический институт.
В 1937—1957 — инженер, начальник смены, начальник цеха, главный инженер Первоуральского хромпикового завода.
В 1957—1977 — директор Актюбинского завода хромовых соединений.
За разработку прогрессивных способов получения хромсодержащих продуктов, обеспечивших их многотоннажное производство был в составе коллектива удостоен Государственной премии СССР в области науки и техники 1983 года.
Депутат Верховного Совета Казахской ССР 6-го и 7-го созывов. Делегат XXIII съезда КПСС.
Умер в 1998 году.

## Награды
- Орден Ленина
- Орден Трудового Красного Знамени (дважды)